# 毛廷勷
毛廷勷（1768年10月19日—？），和名池城親方安昆，琉球國第二尚氏王朝政治家、三司官。毛氏池城殿內第十二世。
嘉慶九年（1804年），尚灝王以毛廷勷為耳目官，與正議大夫鄭國鼎一起前往清朝進貢；正議大夫蔡邦錦附搭二號船訃告尚成去世。嘉慶十一年（1806年），為禀報進貢事務全竣回國事，毛廷勷奉命出使薩摩藩。嘉慶十八年（1813年），以年頭使的身份出使薩摩藩。
道光三年九月初八日（1823年10月11日），就任三司官。道光七年十一月十九日（1827年12月26日），王世子尚育元服，由毛廷勷擔任他的烏帽子親。道光八年三月八日（1828年4月21日），獲賜紫地浮織冠。道光九年十月四日（1829年10月31日）致仕。